# KOSPI
De KOSPI is een aandelenindex van de Korea Exchange in Zuid-Korea. De naam KOSPI is een afkorting voor Korea Stock Price Index.

## KOSPI Composite Index
De KOSPI-index die doorgaans gebruikt wordt in de media is de KOSPI Composite Index, die alle aandelen van de Zuid-Koreaanse beurs bevat. In juni 2025 bevatte de index 845 verschillende aandelen. De bekendste en grootste bedrijven zijn onder meer Samsung Electronics, LG Energy Solution, SK Hynix en Hyundai Motor Company. De top tien bedrijven maken ongeveer 39% van de totale marktkapitalisatie van de index uit. 
In juni 2025 waren de drie grootste sectoren in de KOSPI, elektronica met een gewicht van 32%, financiële dienstverlening met 19% en de transportmiddelenfabrikanten (11,4%).
| Jaar | Eindstand in punten | Mutatie in punten | Mutatatie in % |
| ---- | ------------------- | ----------------- | -------------- |
| 1975 | 89,73               |                   |                |
| 1980 | 106,87              |                   |                |
| 1985 | 163,37              |                   |                |
| 1990 | 696,11              |                   |                |
| 1995 | 882,94              |                   |                |
| 2000 | 504,62              | −523,45           | −50,9          |
| 2001 | 693,70              | 189,08            | 37,5           |
| 2002 | 627,55              | −66,15            | −9,5           |
| 2003 | 810,71              | 183,16            | 29,2           |
| 2004 | 895,92              | 85,21             | 10,5           |
| 2005 | 1379,37             | 483,45            | 54,0           |
| 2006 | 1434,46             | 55,09             | 4,0            |
| 2007 | 1897,13             | 462,67            | 32,3           |
| 2008 | 1124,47             | −772,66           | −40,7          |
| 2009 | 1682,77             | 558,30            | 49,7           |
| 2010 | 2041,66             | 358,89            | 21,3           |
| 2011 | 1825,74             | −215,92           | −10,6          |
| 2012 | 1997,05             | 171,31            | 9,4            |
| 2013 | 2011,34             | 14,29             | 0,7            |
| 2014 | 1915,59             | −95,75            | −4,8           |
| 2015 | 1961,31             | 45,72             | 2,4            |
| 2016 | 2026,46             | 65,15             | 3,3            |
| 2017 | 2467,49             | 441,03            | 21,8           |
| 2018 | 2041,04             | −426,45           | −17,3          |
| 2019 | 2197,67             | 156,63            | 7,7            |
| 2020 | 2873,47             | 675,80            | 30,8           |
| 2021 | 2977,65             | 104,18            | 3,6            |
| 2022 | 2236,40             | −741,25           | −24,9          |
| 2023 | 2655,28             | 418,88            | 18,7           |
| 2024 | 2399,49             | 255,79            | −9,6           |

## Subindices

### KOSPI 50
Een index met de vijftig grootste beursfondsen naar marktkapitalisatie. Deze index ging op 2 maart 2000 van start. Het belangrijkste aandeel in deze index is Samsung Electronics en dit bedrijf had begin 2017 een gewicht van een derde in de index. Het gewicht van de top tien grootste bedrijven was ongeveer twee derde van de index.

### KOSPI 200
De 200 grootste aandelen gemeten naar marktkapitalisatie worden opgenomen in deze subindex, mits er ook voldoende handel in is. De KOSPI 200 bevat ongeveer 90% van de beurswaarde van alle aandelen die op de Koreaanse beurs genoteerd zijn. Er is geen limiet en Samsung Electronics is veruit het grootste bedrijf in de index met een aandeel van meer dan 25%. De nummer twee en drie zijn SK Hynix met 3,6% en Hyundai Motor met een aandeel van 3,1% in de index per 31 december 2016.
De KOSPI 200 Index is belangrijk omdat er derivaten zoals futures en opties op genoteerd zijn. De handel in deze financiële derivaten is in Korea buitengewoon groot. 
De eerste berekening van de index was op 3 januari 1990 en de beginstand was 100. Het dieptepunt van de KOSPI 200 Index was tijdens de financiële crisis in Azië op 16 juni 1998 met een stand van 31,96. Op 24 april 2007 sloot de index voor het eerst boven de 200 punten.